# 天秤座ζ
天秤座ζ，又名BD-16 4089，HD 137744、SAO 159280、HR 5743，是天秤座的一颗恒星，视星等为5.64，位于銀經348.46，銀緯31.96，其B1900.0坐标为赤經15h 22m 36.9s，赤緯-16° 31.96′ 4″。